# 丘布岩
丘布岩（英語：Cube Rock）是南極洲的岩石，位於葛拉漢地的特里尼蒂半島，處於南極海峽南部入口處，距離斯克林傑角東南面6公里，現時由南極條約體系管理。